# Platygobiopsis dispar
Platygobiopsis dispar é uma espécie de peixe da família Gobiidae e da ordem Perciformes.

## Morfologia
- Os machos podem atingir 6,5 cm de comprimento total.[4]

## Habitat
É um peixe marítimo, de clima tropical e demersal.

## Distribuição geográfica
Encontra-se nas costas centrais do Vietname.

## Observações
É inofensivo para os humanos.